# Больница А. Д. Нечаева
Больница А. Д. Нечаева — объект культурного наследия регионального значения, который расположен по улице Комитетской, 64 в городе Новочеркасске Ростовской области. Памятник архитектуры.

## История
Домовладение по улице Комитетской, 64 в Новочеркасске состояло из 2 строений. Возможно поэтому, у исследователей разнится информация о дате основания домовладения. В одних источниках датой указана середина XIX века, в других — 1912 год.
Один из двух домов располагался в глубине двора, другой находился на красной линии улицы. Сейчас в этом здании работает отделение физиотерапии. Металлическая кованая ограда служила соединением между двумя домами. Строители домовладения прибегли к смешению элементов разных стилей — здесь встречаются детали модерна, классицизма, ренессанса и барокко. Предполагается, что полутораэтажный дом был построен раньше трехэтажного дома. Его фасад обладает трехчастной симметрической композицией с выделенным ризалитом. На боковых крыльях содержатся рельефные композиции, которые изображают женщин с ребенком на руках. У пилястровых наличников есть арочное завершение в виде портиков. Орнамент и изящные раковины служат украшением карниза. Портал входа в дом при строительстве был приподнят на высокий цоколь. Раньше во дворе дома располагались фонтаны.
Еще один дом по этому адресу был построен в 1912 году по проекту архитектора М. И. Попова. Здесь располагалась частная больница на 10 коек, в которой работали известные врачи — отец и сын Нечаевы. Функционировала водолечебница и электро-светолечебница. Услуги больницы были платными. В советское время в здании работало отделение нервных болезней. С 1992 года дом признан объектом культурного наследия и охраняется законом.